# Pobudzenie psychoruchowe
Pobudzenie psychoruchowe jest zaburzeniem napędu, które wiąże się z niezamierzonymi i pozbawionymi celu ruchami, wynikającymi z napięcia psychicznego i niepokoju człowieka. Mogą one przyjmować postać chodzenia w kółko, załamywania rąk, ściągania ubrania i zakładania go z powrotem i innych podobnych działań. W cięższych przypadkach, ruchy mogą stać się szkodliwe dla wykonujących je osób, w przypadku np. obgryzania paznokci lub warg aż do krwawienia. Pobudzenie psychoruchowe jest objawem depresji lub zaburzeń obsesyjno-kompulsyjnych, a czasem fazy maniakalnej choroby afektywnej dwubiegunowej; może też być wynikiem nadmiernego spożycia używek; chorzy w średnim wieku i starsi są bardziej narażeni na wystąpienie tego stanu.

Przeczytaj ostrzeżenie dotyczące informacji medycznych i pokrewnych zamieszczonych w Wikipedii.